# Rostrogitanopsis cuculla
Rostrogitanopsis cuculla is een vlokreeftensoort uit de familie van de Amphilochidae. De wetenschappelijke naam van de soort is voor het eerst geldig gepubliceerd in 1997 door Myers.